# Gigantomachy
Gigantomachy er et norsk black metal-band stiftet som et sideprojekt af flere medlemmer af black metal-bandet Taake. Alle instrumenter håndteres af Taakes tidligere guitarist C. Corax, som forlod Taake året før Gigantomachy blev stiftet. Udover C. Corax består Gigantomachy af de to stiftere af Taake, Ulvhedin Hoest og Svartulv, samt Daudur-medlemmet Discomforter, som også medvirkede på Taakes tredje studiealbum, ...Hordalands Doedskvad som gæstevokalist.
Bandets eneste officielle udgivelse er et splitalbum med Taake.

## Medlemmer
- C. Corax – Guitar
- Serpentor – Vokal, Bass

## Diskografi

### Splitalbum
- 2006: Dra Til Helvete!/Restart The Night! (med Taake)